# 곽창선
곽창선(1970년 11월 28일~)은 대한민국의 가수, 작사가, 사업가, 기업인이다. 

## 이력
1990년 7월, 경기도 수원시 소재 모 언더그라운드 라이브 클럽에서 록 음악 가수 첫 데뷔하였고 3년 후 1993년 10월, 대전직할시 소재 모 언더그라운드 라이브 클럽에서 활동한 그 이듬해 1994년 보컬 음악 그룹 녹색지대의 구성원으로 정식 데뷔하였으며, 2003년 5월 영화 《동해물과 백두산이》의 단역으로 영화배우 데뷔하였으나 보컬 음악 그룹 녹색지대 해체 이후 펜션 사업(CEO 대표)을 잠시 한 적이 있으며, 2010년 솔로 가수 전향을 하였다. 그의 누나 중 한 명이 녹색지대 소속 음반사 사장이었던 가수 김범룡의 처남과 결혼했다.

## 가족 및 친척 관계
- 형제자매는 누나 4명과 형 1명(2남 4녀 가운데 막내 아들)
- 아내와 사이에 자녀는 슬하 2남
- 사돈 김범룡(가수 겸 작곡가)

## 학력
- 경기안산원곡고등학교 졸업
- 수원전문대학 전자계산학과 전문학사

## 같이 보기
- 김범룡
- 심신
- 권선국
- 조원민
- 김알음
- 박지헌
- 최현준
- 김경록
- 진시몬